# Lluís Bou
Lluís Bou (Barcelona, 1961) es un periodista, analista político y cronista parlamentario catalán. Fue jefe de la sección de política catalana al diario Avui. Ha trabajado también en la agencia Europa Press al boletín confidencial de esta agencia, en su sección de política municipal y cubrió la nominación olímpica de Barcelona. Ha sido redactor de las entradas de política catalana y española de la Enciclopèdia Catalana, también del resumen del año. Colaboró en el web El Singular Digital, del cual fue director a partir de 2012, y en la prensa local. Actualmente escribe al diario digital El Nacional.